# علی‌بابا اورنگ
علی‌بابا اورنگ خوشنویس، نقاش خط و گرافیست اهل افغانستان است.

## زندگی و سرگذشت
علی‌بابا اورنگ(زادهٔ ۱۳۵۱ (خورشیدی)، قریهٔ علودال، ولسوالی جاغوری ولایت غزنی افغانستان) خوشنویس، نقاشی‌خط و گرافیست از قوم هزاره، دارای مدرک ممتاز انجمن خوشنویسان ایران. وی از ۱۳۶۹ تا ۱۳۷۱ در انجمن سینمای جوانان ایران، شیراز در رشتهٔ سینما و از ۱۳۷۲ تا ۱۳۷۳ در انجمن خوشنویسان ایران، شیراز رشتهٔ خوشنویسی و از ۱۳۶۹ تا ۱۳۷۱ در رشتهٔ گرافیک در حوزه هنری سازمان تبلیغات ایران شیراز آموزش هنر دیده‌است. وی مسئول انجمن خوشنویسان افغانستان از ۱۳۸۴ تا ۱۳۸۵ بوده‌است.

## فعالیت‌های هنری طراحی، گرافیکی و خوشنویسی
طراحی و کار گرافیکی: طراح و گرافیست در کمسیون مستقل حقوق بشر افغانستان ۱۳۸۳، طراحی پشتی کتاب اسناد ملی و بین‌المللی ۱۳۸۳، طراحی پشتی معیارهای حقوق بشر، قوانین و مجریان قانونی ۱۳۸۴، طراحی پشتی آموزش حقوق طفل ۱۳۸۴، کمیسیون مستقل حقوق بشر افغانستان، پوستر مجاهد کیست و جنگ‌سالار کدام است؟ ۱۳۸۴ کمیسیون مستقل حقوق بشر افغانستان، پوستر محو خشونت علیه زنان ۱۳۸۵ کمیسیون مستقل حقوق بشر افغانستان، پوستر حق تعلیم و تربیت زنان ۱۳۸۵ کمیسیون مستقل حقوق بشر افغانستان، پوستر حق صحت مادران کمیسیون مستقل حقوق بشر افغانستان، طراح در ماهنامه عدالت ۱۳۸۴ تا ۱۳۸۵، ارگان نشراتی وزارت عدلیه افغانستان، طراحی پشتی و تصاویر داخلی دوماهنامه مجله انگاره از ۱۳۸۴ تا ۱۳۸۷، شبکهٔ جامعه مدنی و حقوق بشر افغانستان، کابل، طراحی پشتی کتاب تفسیر نامه واژه‌های اعلامیه جهانی حقوق بشر فارسی و پشتو ۱۳۸۴ شبکهٔ جامعه مدنی و حقوق بشر افغانستان، کابل
طراحی پشتی جزوه دستنامهٔ آموزشی انتخابات پارلمانی، شبکهٔ جامعه مدنی و حقوق بشر افغانستان، کابل، طراحی پشتی کتاب دستنامه حقوق بشر فارسی و پشتو، شبکهٔ جامعه مدنی و حقوق بشر افغانستان، کابل، طراحی پشتی جزوه حق دسترسی به اطلاعات ۱۳۸۵، شبکهٔ جامعه مدنی و حقوق بشر افغانستان، کابل، تهیه ۳۰ تابلو هنری از ماده‌های اعلامیهٔ جهانی حقوق بشر، کمیسیون مستقل حقوق بشر افغانستان، طراحی پشتی کتاب سپاس کرامت انسانی در فرهنگ کهن ما، فارسی و پشتو، مؤسسهٔ CCA, طراحی پشتی کتاب صلح، مؤسسهٔ CCA، طراحی پشتی کتاب همه متفاوت همه برابر ۱۳۸۴ فارسی و پشتو، مؤسسهٔ CCA، تهیهٔ ۱۰ تابلو هنری از مواد مختلف آموزه‌های دینی و عرفانی، مؤسسهٔ CCA، طراحی پشتی ماهنامه طرح نو ۱۳۸۵–۱۳۸۶، انجمن فرهنگیان افغانستان، قم، ایران، پوستر خشونت فیزیکی علیه زنان، نهاد تحقیقاتی حقوق زنان و اطفال، پوستر تبعیض بین دختر و پسر، نهاد تحقیقاتی حقوق زنان و اطفال.

## نمایشگاه‌های هنر خوشنویسی و نقاشی‌خط
علی‌بابا اورنگ افزون بر فعالیت‌های هنری خودش نمایشگاه‌های فردی و گروهی نیز برگزار کرده‌است که به قرار زیر است:

### نمایشگاه انفرادی
نمایشگاه خط و نقاشی‌خط «نگاه شرق» آرت کافی، شهر نو کابل افغانستان بهار ۱۳۹۸
نمایشگاه خط و نقاشی‌خط «کلک خیال» مقبره تیمورشاهی ۱۳۹۷ کابل افغانستان
نمایشگاه خط و نقاشی‌خط «کلک خیال» کتابخانه فردوسی، مزار شریف 1397
نمایشگاه خط و نقاشی‌خط «کلک خیال» پارک ولایت بامیان، بامیان 1397
نمایشگاه خط و نقاشی‌خط «کلک خیال» تالارعلامه سلجوقی هرات ۱۳۹۷
نمایشگاه خط و نقاشی‌خط «کلک خیال» سالون نمایشگاه ریاست اطلاعات و فرهنگ ولایت غزنی ۱۳۹۷
نمایشگاه خط و نقاشی‌خط «چوگندی گالری» پاییز ۱۳۹۵
نمایشگاه خط و نقاشی‌خط «آب زنید راه را» انجمن خوشنویسان افغانستان، کابل ۱۳۹۰
نمایشگاه خط و نقاشی‌خط بزرگ‌ترین تابلوهای خط «نیستان ۷» آکادمی هنر و علوم سینمایی، کابل ۱۳۹۲
نمایشگاه خط و نقاشی‌خط «تماشای جان ۱» مرکز فرهنگی و هنری افغان، آیینه، کابل ۱۳۸۰
نمایشگاه خط و نقاشی‌خط «تماشای جان ۲» مرکز فرهنگی هنری افغان آیینه، کابل ۱۳۸۱
نمایشگاه خط و نقاشی‌خط «تماشای جان ۳» مرکز فرهنگی هنری افغان آیینه، غزنی ۱۳۸۱
نمایشگاه خط و نقاشی‌خط «بهار» دفتر هفته‌نامه صدای مردم، کابل ۱۳۸۳
نمایشگاه خط و نقاشی‌خط «به پیشگاه وطن» حوزه هنری سازمان تبلیغات قم، ایران ۱۳۷۸
نمایشگاه خط و نقاشی‌خط «به پیشگاه وطن ۲» نگارخانه وصال، شیراز، ایران ۱۳۷۳

### نمایشگاه گروهی
نمایشگاه خط و نقاشی‌خط «صلح» نشنل گالری اسلام‌آباد، پاکستان 1397
نمایشگاه خط و نقاشی‌خط «نگاره‌های ماندگار» پاییز، ۱۳۹۵ هرات
نمایشگاه خط و نقاشی‌خط «نگاره‌های ماندگار» تابستان ۱۳۹۵ دایکندی
نمایشگاه خط و نقاشی‌خط «نگاره‌های ماندگار» تابستان ۱۳۹۵ بامیان
نمایشگاه خط و نقاشی‌خط، لیسمورگالری، سیدنی، استرالیا
نمایشگاه خط و نقاشی‌خط، RMIT گالری، ملبورن، استرالیا
نمایشگاه خط و نقاشی‌خط «سماع قلم» مقبره تیمورشاهی، کابل ۱۳۹۲
نمایشگاه خط و نقاشی‌خط «فصل برای همدلی»، انجمن خوشنویسان افغانستان، کابل 1393
نمایشگاه خط و نقاشی‌خط، ارگ ریاست جمهوری ۱۳۹۴
نمایشگاه خط و نقاشی‌خط «قلمرو مشق»، مسجد جامع الزهرا کابل ۱۳۹۱
نمایشگاه خط و نقاشی‌خط انجمن خوشنویسان افغانستان، کابل
نمایشگاه خط و نقاشی‌خط «شب با بودا»، بامیان
نمایشگاه اولین جشنواره خوشنویسی ایکو، آثار خانه بهزاد، دوشنبه، تاجیکستان 1391
نمایشگاه دومین جشنواره خوشنویسی ایکو، باغ بابر، کابل ۱۳۹۱
نمایشگاه سومین جشنواره خوشنویسی ایکو، لاهور، پاکستان ۱۳۹۲
نمایشگاه چهارمین جشنواره خوشنویسی ایکو، استانبول، ترکیه ۱۳۸۹۲
نمایشگاه خط و نقاشی‌خط «از دیار دوست» گالری صبا، فرهنگستان هنر، تهران ایران 1380
نمایشگاه خط و نقاشی‌خط «رسوم زنده» نشنل گالری، اسلام‌آباد، پاکستان 1387
نمایشگاه خط و نقاشی‌خط «رسوم زنده» باغ بابر، کابل 1387
نمایشگاه خط و نقاشی‌خط به مناسبت سال مولانا، دانشگاه کاتب ۱۳۸۶ کابل
نمایشگاه خط و نقاشی‌خط هالند ۱۳۸۶
نمایشگاه خط و نقاشی‌خط «حبرمن رماد» بحرین ۱۳۸۵
نمایشگاه خط و نقاشی‌خط «میله نوروز» تاجیکستان ۱۳۸۵
نمایشگاه خط و نقاشیخط «ده بهترین» مؤسسه فیروزکوه، کابل
نمایشگاه خط و نقاشی‌خط به مناسبت هشتادوهشتمین سالروز استقلال افغانستان، کابل ۱۳۸۵
نمایشگاه خط و نقاشی‌خط لیسه مسلکی هنرها ۱۳۸۴
نمایشگاه خط و نقاشی‌خط «در جستجوی هویت» لیسه عالی استقلال، کابل ۱۳۸۴
نمایشگاه خط و نقاشی‌خط «جشن گل سرخ» دفتر اتحادیه ملی دانشگاهیان افغانستان، مزار شریف 1383
نمایشگاه خط و نقاشی‌خط «جشن گل سرخ» دفتر جوانان جنبش شهر میمنه ۱۳۸۳
نمایشگاه خط و نقاشی‌خط «جشن احیای هویت» بامیان 1376

## طراحی لوگو، نشان و آرم
طراحی لوگو، نشان و آرم برای مراکز دانشگاهی، فرهنگی، رسانه‌ای و سیاسی: انجمن فرهنگیان افغانستان ایران، ماهنامه پیام دانش، هفته‌نامه رای شاداب، هفته‌نامه مهر، ماهنامه همدلی، بنیاد ملی جوانان افغانستان، کپراتیف‌های زراعتی هرات، جامعه مدنی هرات، بنیاد اجتماعی و فرهنگی حکمت، مؤسسهٔ روز، جامعه فرهنگیان افغانستان کابل، بنیاد اجتماعی مبین کابل، مؤسسه آریا، کابل، مدرسه نی قول بامیان، وفاق ملی، هفته‌نامه گلبانگ، مکتب دوستی علودال، مکتب دوستی سبزچوب، حزب اتحاد ملی افغانستان، انجمن همبستگی خوشی، لیسه عالی فیض‌محمد کاتب، سیما فیلم، دانشکده فارابی، مکتب دوستی جاله، مکتب دوستی شهرک صفا، دانشگاه کاتب، دانشگاه ابن‌سینا کابل، خانه فرهنگ افغانستان، مرکز مطالعات استراتژیک کابل، حزب انسجام ملی افغانستان، انجمن خوشنویسان افغانستان، آموزشگاه خطاطی و نقاشی، نگارخانه رنگ ۱۳۸۱ سرک شورا، کارته۳، کابل، افغانستان، نگارخانه رنگ ۱۳۷۹ غزنی، نگارخانه رنگ ۱۳۷۸ جاغوری، نگارخانه رنگ ۱۳۹۶–۱۳۹۷ کابل چهارراهی پل‌سرخ.

## چاپ و گردآوری کتاب
- آموزش خوشنویسی در انجمن خوشنویسان افغانستان؛
- جزوهٔ آموزشی با عنوان سرمشق؛
- اپ کتاب از آثار هنرمندان خوشنویس معاصر افغانستان با همکاری بنیاد فرهنگی آقاخان زیر نام «بوی بهار»؛[۲۷]
- همکاری مؤثر در چاپ کتاب ملک دل از آثار خوشنویسان قدیم افغانستان کار مشترک انجمن خوشنویسان افغانستان، آرشیف ملی و بنیاد فرهنگی آقاخان؛
- چاپ کتاب «کلک خیال»[۲۸] در قالب کتاب نفیس و زیبا شامل ۱۲۹ تابلوی خط و نقاشی‌خط[۱۶][۲۹][۳۰] از کارهای خود وی در ۱۰۰۰ شماره عضو انجمن خوشنویسان ایران؛
- جمع‌آوری، تدوین و چاپ آثار خوشنویسان معاصر افغانستان زیر نام «تماشای جان» در سال که به نام مولانا نام‌گذاری شده بود.